# هانس هیگل
هانس هیگل (انگلیسی: Hans Hägele; ۱۳ ژوئیهٔ ۱۹۴۰ – ۱۸ اکتبر ۲۰۱۰) بازیکن فوتبال اهل آلمان بود.
از باشگاه‌هایی که در آن بازی کرده‌است می‌توان به باشگاه فوتبال فورتونا دوسلدورف اشاره کرد.